# Tàngara modesta
La tàngara modesta (Pseudospingus xanthophthalmus) és un ocell de la família dels tràupids (Thraupidae).

## Hàbitat i distribució
Habita la selva pluvial i boscos dels Andes al centre del Perú i oest de Bolívia.